# Dara Shikoh

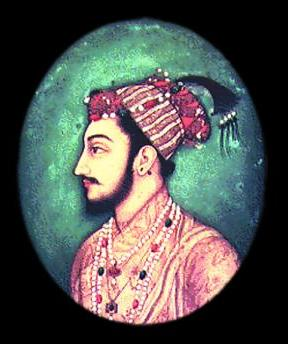
Miniatuurportret van Dara Shikoh

Muhammad Dara Shikoh (Perzisch: دارا شكوه; Urdu: دارا شِكوه; Ajmer, 20 maart 1615 - Delhi, 30 augustus 1659) was de oudste zoon van Mogolkeizer Shah Jahan en diens vrouw Mumtaz Mahal. Dara Shikoh was een aanhanger van de gematigde, mystieke soefistroming binnen de islam en stond bekend om zijn pogingen de islamitische met de hindoeïstische leer te verzoenen. Shah Jahan had Dara Shikoh aangewezen als opvolger. Aurangzeb, een jongere broer, kwam echter in opstand en liet zowel zijn vader als broer gevangennemen. Dara Shikoh werd door Aurangzeb, die een orthodox-islamitische politiek zou voeren, geëxecuteerd. Vanwege de politieke tegenstelling tussen de broers is vaak geopperd dat de Indiase geschiedenis heel anders was verlopen als niet Aurangzeb maar Dara Shikoh zijn vader had opgevolgd.

## Levensloop

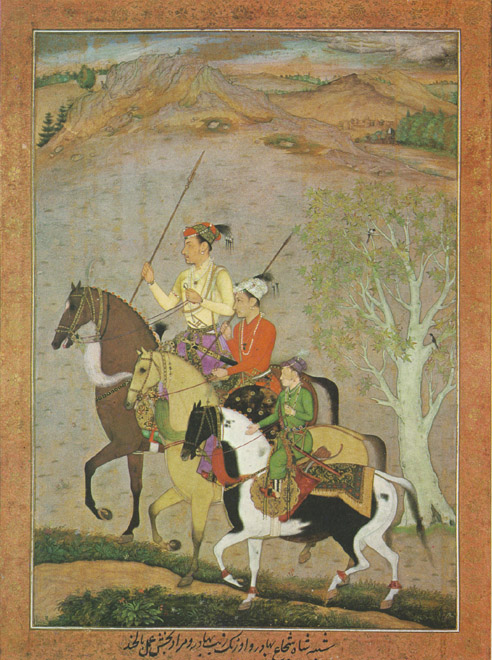
De drie jongere zonen van Shah Jahan. V.l.n.r.: Shah Shuja, Aurangzeb en Murad Baksh.

Dara Shikoh werd geboren in de buurt van Ajmer in Rajputana, als oudste zoon van prins Shahabbuddin Muhammad Khurram (de latere keizer Shah Jahan) en diens vrouw Mumtaz Mahal. Opmerkelijk was dat zijn vader vrijwel monogaam leefde in een tijd dat de meeste Mogolheersers een grote harem hielden met meerdere vrouwen en grote aantallen concubines. Dara Shikoh kreeg drie broers: Shah Shuja (1616), Aurangzeb (1618) en Murad Baksh (1624). Omdat Dara Shikoh de favoriet van de vader was, trokken de andere drie zoons vaak samen tegen hem op.
Toen Dara Shikoh twaalf jaar oud was stierf zijn grootvader Jahangir, en werd zijn vader keizer. Daarop besloot Shah Jahan zijn zoon verder klaar te maken voor de opvolging. Dara Shikoh trouwde op 11 februari 1633 met zijn nicht Nadira Banu, de dochter van zijn vaders jongere broer Parvez Mirza (1590-1626). Het huwelijk werd met veel pracht en praal gevierd. Het paar zou zeven kinderen krijgen, waarvan twee zoons en twee dochters de volwassenheid bereikten. Zoals gebruikelijk aan het Mogolhof kreeg Dara Shikoh op jonge leeftijd een leidinggevende positie binnen het leger om ervaring in de krijgskunst en het bestuur op te doen.

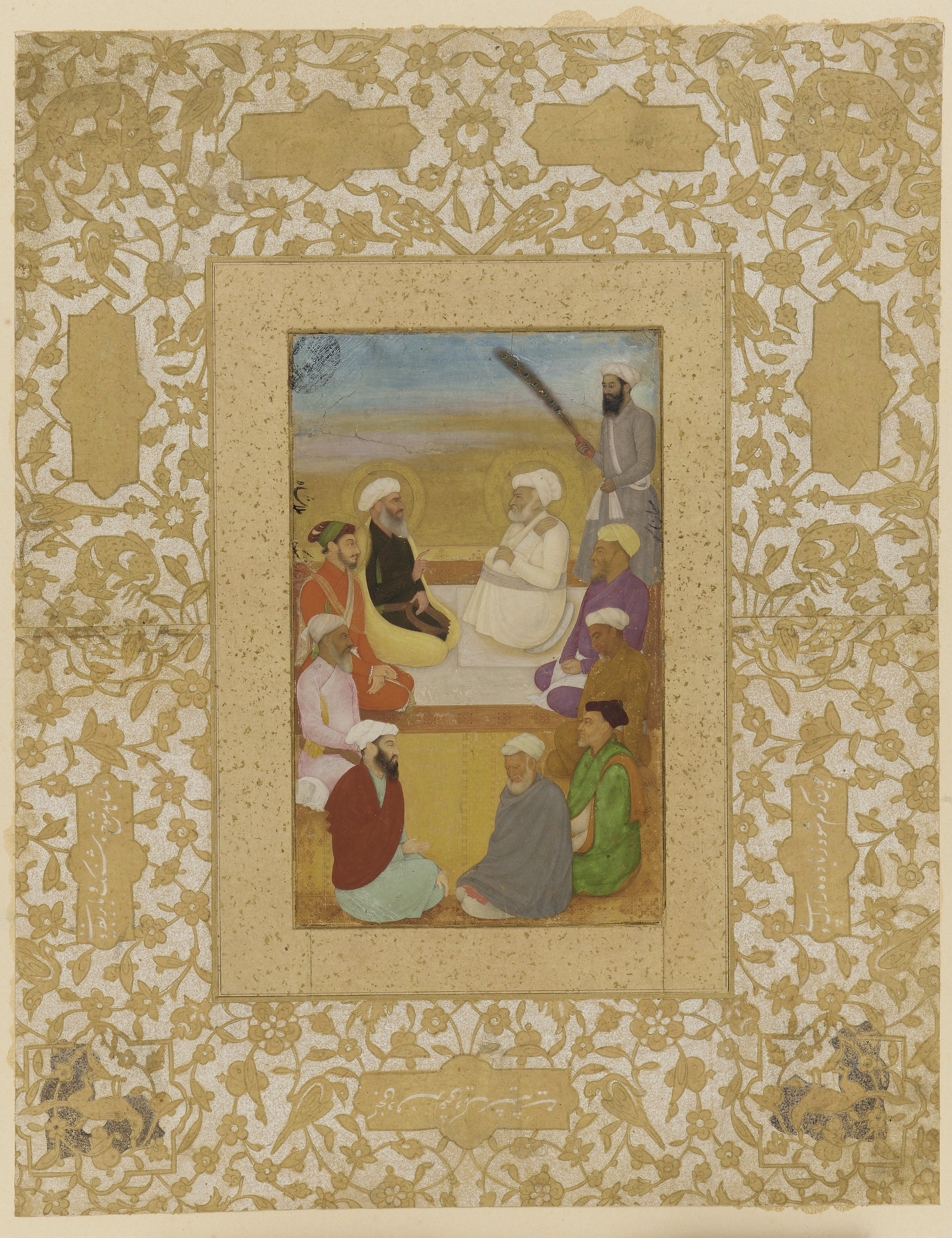
Dara Shikoh (in lichtrode tuniek) in overleg met de soefimysticus Hazrat Mian Mir en de sjiitische Mullah Shah Badakhshi.

### Werk als mysticus
Dara Shikoh was een aanhanger van de gematigde, soefistische islam die aan het Mogolhof overheerste. Hij volgde de Qadiri soefimysticus Hazrat Mian Mir en diens discipel Mullah Shah Badakhshi. 
In tegenstelling tot orthodoxe soennieten, geloven soefi's dat god niet in de hemel, maar in het hart leeft. Daarom zou god door meditatie of zelfkennis makkelijker te bereiken zijn, dan door de religieuze wet te volgen of de Koran te bestuderen. Dit is ook de reden dat soefi's welwillend staan ten opzichte van andere religieuze tradities. Zij redeneren namelijk dat als god in alle mensen leeft, een hindoe evengoed in staat is god te vinden als een moslim.
Dara Shikoh was zelf een voorbeeld van deze religieuze tolerantie. Hij bezocht de zevende Sikhgoeroe, Har Rai en verdiepte zich in de heilige teksten van hindoes en sikhs. Hij vertaalde de Upanishads in het Perzisch, om deze teksten toegankelijk te maken voor islamitische geleerden. Zijn belangrijkste werk was een boek over de gelijkenissen tussen het soefisme en de Veda's bij de mystieke zoektocht naar god. Daarmee trad hij in de voetsporen van zijn overgrootvader, de keizer Akbar, die ook pogingen deed de leer van de islam met die van de hindoes in overeenstemming te brengen.
Ook was Dara Shikoh een patroon van kunstenaars. Hij liet zich omringen door kunstschilders, musici en dansers. Hierin wekte hij de afschuw van zijn jongere broer Aurangzeb, die als orthodox moslim met name de laatste zaken als zondig beschouwde. Het verschil in religieuze inzichten speelde echter een ondergeschikte rol in de animositeit tussen de broers. Hoewel Aurangzeb de vermeende zondigheid van zijn broer wel als propagandamiddel gebruikte, was de strijd tussen de broers voornamelijk politiek van aard, niet religieus. 

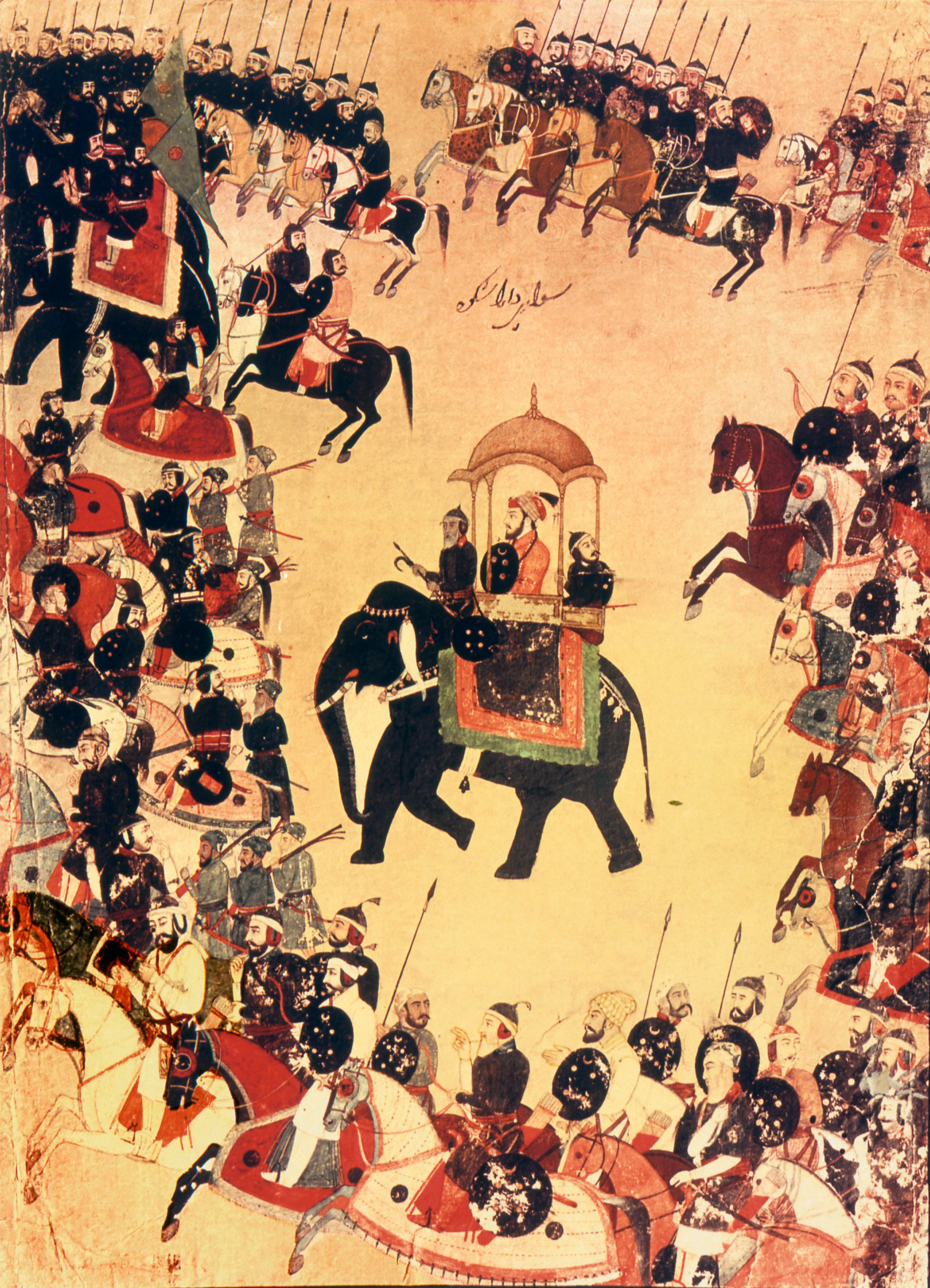
Dara Shikoh met zijn leger. 17e-eeuwse miniatuurschildering.

### Strijd om de opvolging
Shah Jahan liet meerdere malen merken zijn oudste zoon als zijn opvolger te zien. Achtereenvolgens diende Dara Shikoh als sudahbar (gouverneur) van Allahabad (1645), Gujarat (1648), Multan en Kabul (1652) en Bihar (1657). In militaire rang was hij opgeklommen tot bevelhebber over 60.000 infanteristen en 40.000 cavaleristen. Ook zijn drie broers kregen echter de kans ervaring op te doen in het landsbestuur. In 1657 was Shah Shuja gouverneur van Bengalen, Murad Baksh van Gujarat en Aurangzeb in de Deccan.
Het principe van primogenituur was de Mogols vreemd. In de praktijk werd in het Mogolrijk de opvolging bepaald door het aantal edelen dat een pretendent steunde. Deze steun kwam voornamelijk voort uit persoonlijke belangen, familiebanden en het persoonlijke charisma van de pretendenten. De vier zoons van Shah Jahan hadden elk voldoende ervaring om aanspraak op de troon te kunnen maken, maar alleen Dara Shikoh en Aurangzeb hadden voldoende achterban om een realistische kans te hebben.
Toen de gezondheid van de keizer in september 1657 sterk verslechterde riep Shah Shuja zichzelf in Bengalen uit tot keizer. Met een leger marcheerde hij vanuit het oosten richting Agra. Ook Aurangzeb besloot dat zijn kans gekomen was. Murad Baksh ten slotte steunde Aurangzeb. Om de zaak nog ingewikkelder te maken herstelde Shah Jahan om zijn oudste zoon te steunen. Dara Shikoh versloeg eerst Shah Shuja bij Bahadurpur op 14 februari 1658 en keerde daarna terug naar Agra, waar Shah Jahan verbleef, om het naderende gevaar van de andere twee broers af te wenden. In de Slag bij Samugarh op 30 mei, 13 km ten zuiden van Agra, werd Dara Shikoh echter verslagen door Aurangzeb en Murad Baksh. Aurangzeb nam het fort van Agra in, waar hij zijn vader gevangen zette.
Via Delhi, Lahore, Multan en Sindh vluchtte Dara Shikoh ondertussen naar Gujarat. De gouverneur van Gujarat hielp hem een nieuw leger te verzamelen. Dara Shikoh probeerde tevergeefs de hulp van machtige Rajputheerser van Marwar, Jaswant Singh, te verkrijgen. Uiteindelijk besloot hij zonder steun opnieuw slag te leveren. Op 11 maart 1659 werd hij opnieuw verslagen door zijn jongere broer, ditmaal bij Deorai, niet ver van Ajmer. Opnieuw vluchtte hij naar Sindh, om ditmaal steun te zoeken bij een Afghaanse stamleider, Malik Jiwan, wiens leven hij meermaals gered had. Malik Jiwan leverde Dara Shikoh en zijn tweede zoon echter uit aan Aurangzeb.
Dara Shikoh werd naar Delhi gebracht en op een olifant door de straten gereden. Aurangzeb liet een comité van edelen en islamitische geleerden beslissen over zijn lot. Dezen verklaarden Dara Shikoh tot staatsvijand en afvallige van de islam. In de nacht van 30 augustus werd hij in het bijzijn van zijn zoon door Aurangzebs aanhangers terechtgesteld. Zijn onthoofde lichaam werd de volgende dag rondgereden door Delhi, waarna Dara Shikoh werd bijgezet in Humayuns tombe. Aurangzeb stuurde het hoofd van Dara Shikoh op een schaal aan Shah Jahan, die de rest van zijn leven als gevangene in Agra zou slijten. De vrouwen van Dara Shikoh werden toegevoegd aan Aurangzebs harem. 